# Prenzlau
Prenzlau là một thành phố thuộc huyện Uckermark, bang Brandenburg, Đức.

## Liên kết ngoài

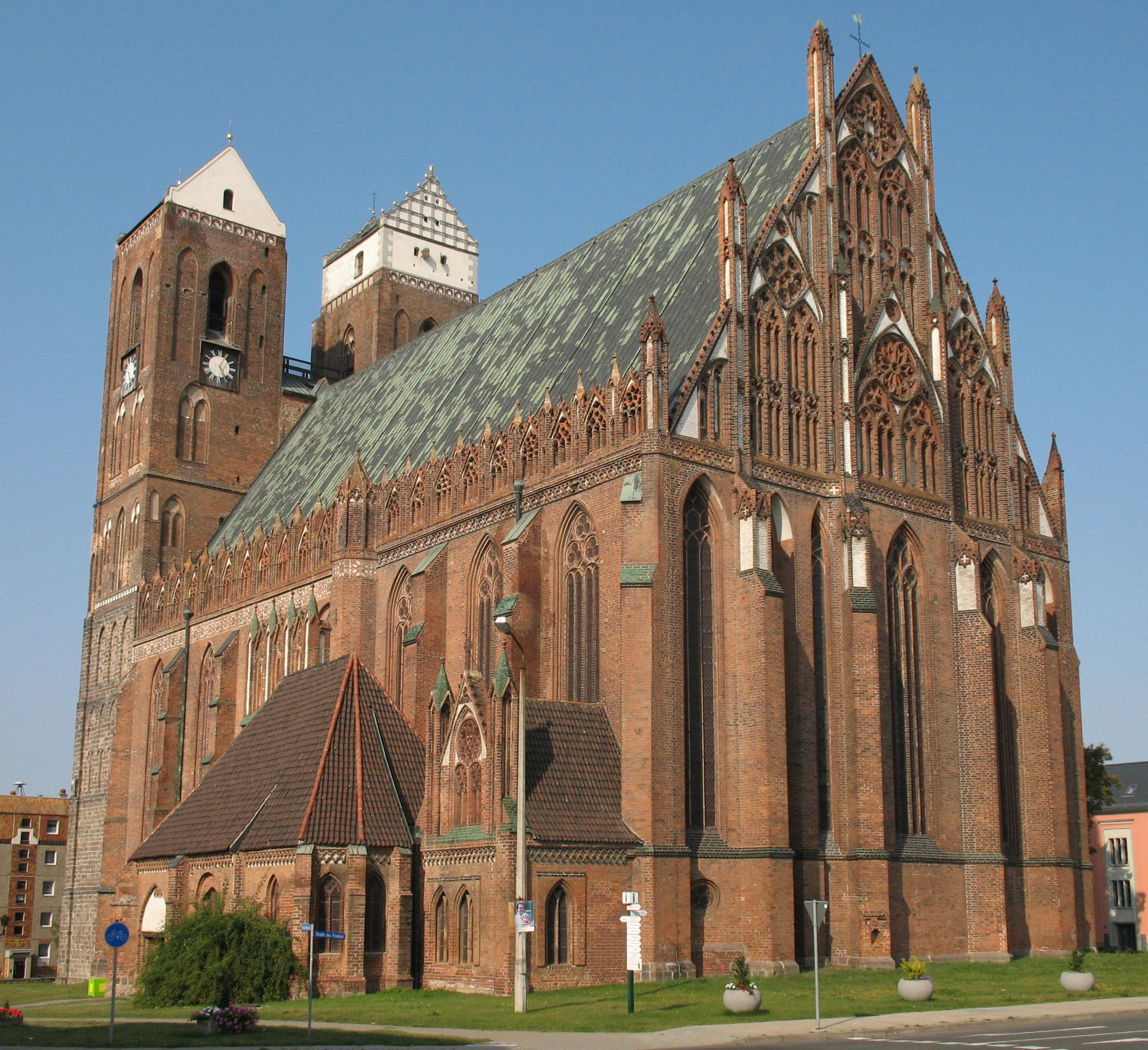
Nhà thờ
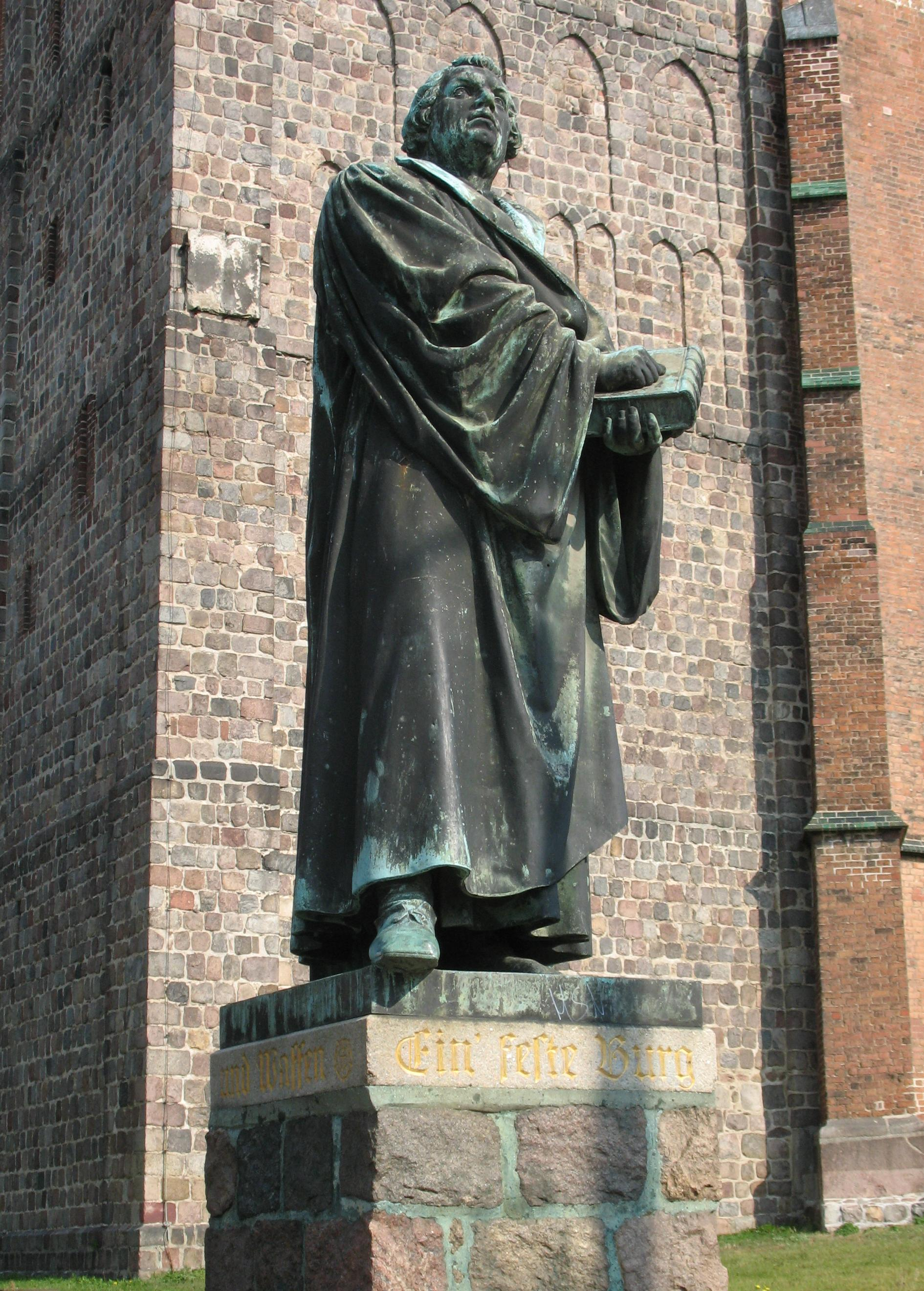
Martin Luther
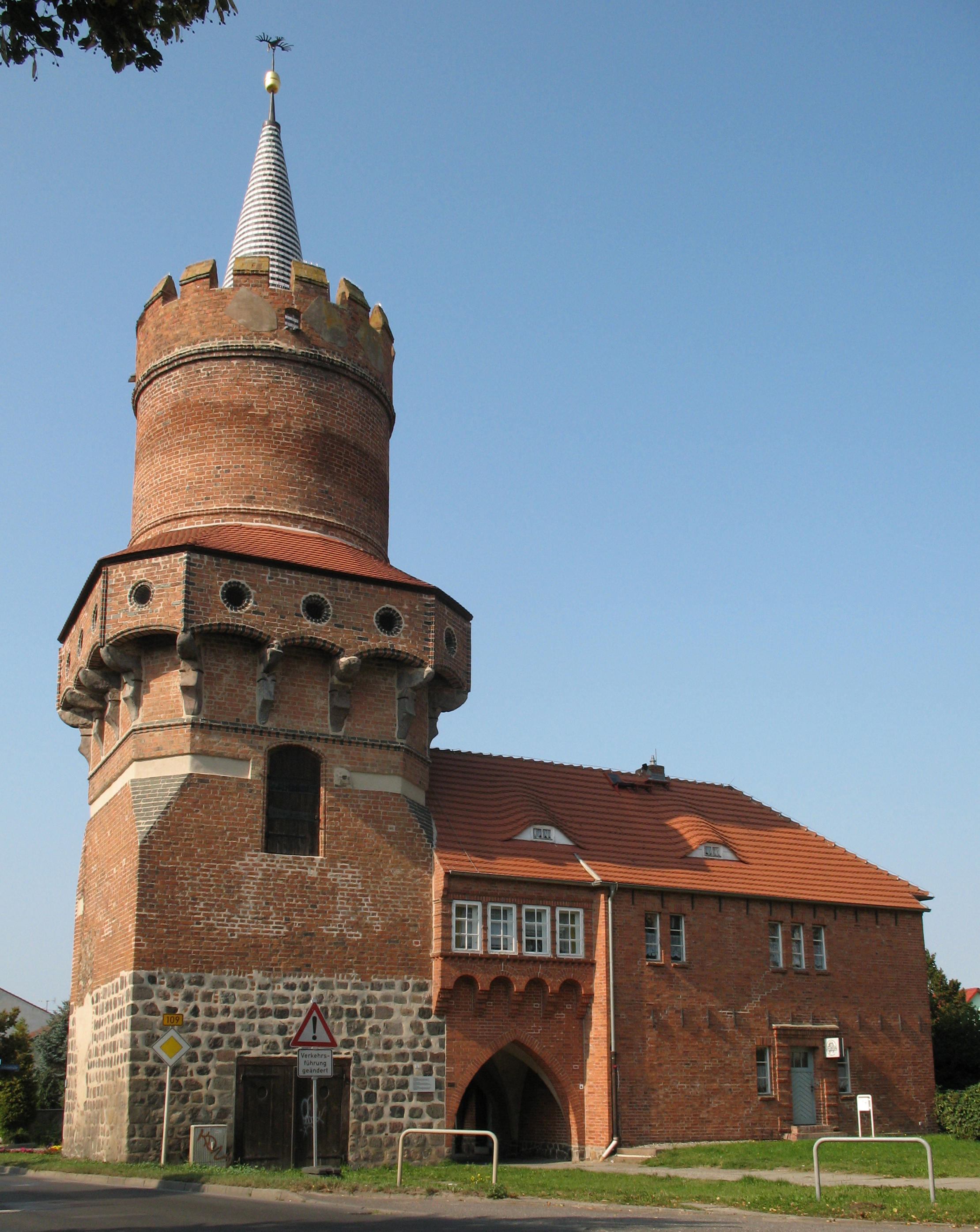
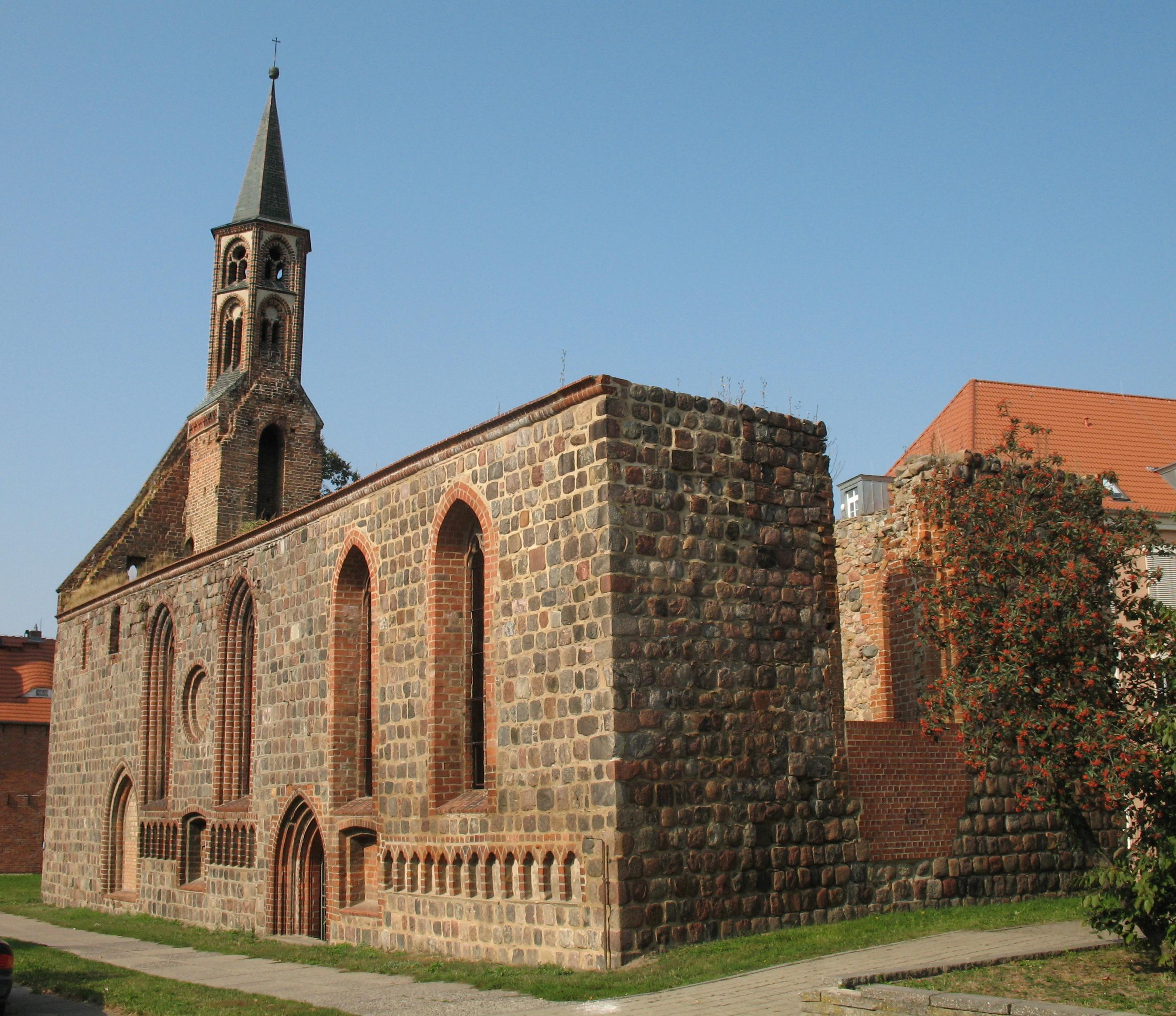
Nhà thờ
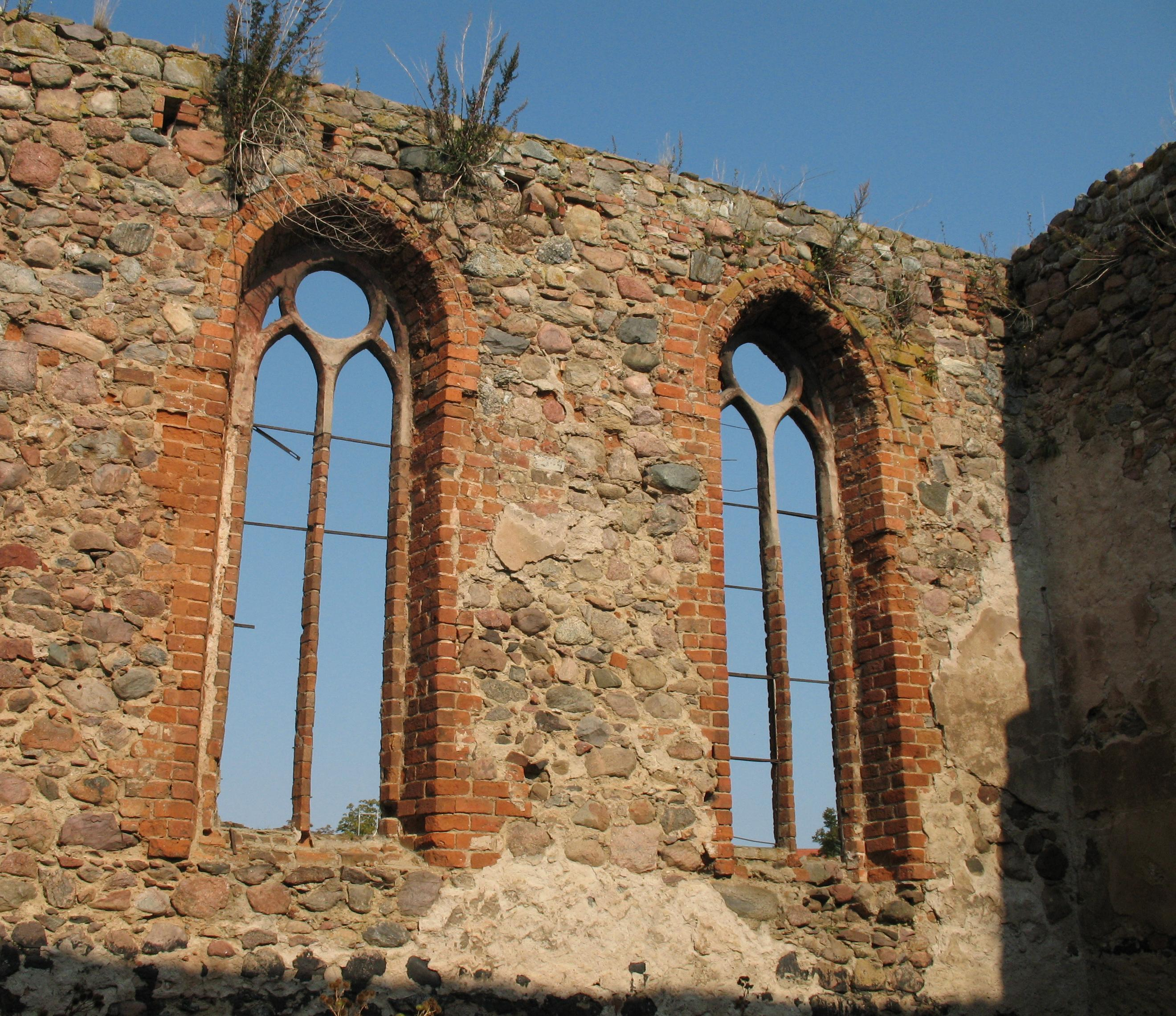